# Reset (album Porty)
Reset – szósty album studyjny hiszpańskiego rapera Porty, wydany 7 czerwca 2012 roku przez PIAS Spain.

## Lista utworów
Źródło: Discogs
| Nr  | Tytuł                      |
| --- | -------------------------- |
| 1.  | „Este es mi momento”       |
| 2.  | „Reset”                    |
| 3.  | „Palabras mudas”           |
| 4.  | „Tras tus gafas de sol”    |
| 5.  | „Animales racionales”      |
| 6.  | „Los sin nombre”           |
| 7.  | „El Síndrome de Peter Pan” |
| 8.  | „Etiquetas”                |
| 9.  | „Causa y efecto”           |
| 10. | „Que se piren”             |
| 11. | „Carta de libertad”        |
| 12. | „Media vida”               |
| 13. | „Sodangidni”               |
| 14. | „Sexualirap”               |
| 15. | „Así son las cosas”        |
| 16. | „Continuara”               |
| *   | „No tienes hueco”          |

## Notowania na listach przebojów
| Kraj      | Lista (2012)   | Najwyższa pozycja |
| --------- | -------------- | ----------------- |
| Hiszpania | Top 100 Albums | 36                |
| Meksyk    | Top 100 México | 58                |